# Oinikhol Bobonazarova
Oinikhol Bobonazarova és una activista de Tadjikistan.
El 1993 va ser arrestada i condemnada per traïció, per haver estat suposadament darrere un cop d'estat. Després de complir uns quants mesos a la presó, es va convertir en consellera de drets humans a l'oficina de Tadjikistan de l'Organització per a la Seguretat i la Cooperació a Europa. També ha treballat per a la secció del Tadjikistan de la Open Society Foundations i, a partir del 2013, està a càrrec del grup de drets humans "Perspektiva Plus", que treballa pels drets dels presoners, dones i treballadors migrants tadjics. També ha treballat per crear el primer programa de vigilància independent del sistema penitenciari de Tadjikistan, ja que les presons d'aquest país van ser tancades a l'accés exterior l'any 2004. El 2013 es va convertir en la primera dona candidata a la presidència del Tadjikistan, però la seva campanya no va aconseguir reunir suficients signatures per poder continuar. El 2014 va rebre el Premi Internacional Dona Coratge, esdevenint la primera dona del seu país en rebre aquest guardó.